# Валевский сельсовет
Валевский сельсовет (бел. Валеўскі сельсавет) — административная единица на территории Новогрудского района Гродненской области Республики Беларусь. Административный центр — агрогородок Валевка.

## Состав
Валевский сельсовет включает 27 населённых пунктов:
- Богуденка — деревня.
- Валевка — агрогородок.
- Жадунь — деревня.
- Залесовцы — деревня.
- Заполье — деревня.
- Заречка — деревня.
- Клены — деревня.
- Колмацковщина — деревня.
- Косичи — деревня.
- Концевичи — деревня.
- Котлово — деревня.
- Кудовичи — деревня.
- Милевцы — деревня.
- Лобачи — деревня.
- Незнаново — деревня.
- Новосады — деревня.
- Новоселки — деревня.
- Новые Гончары — деревня.
- Подборье — деревня.
- Поречье — деревня.
- Радогоща — деревня.
- Старые Гончары — деревня.
- Тихинка — деревня.
- Туличево — деревня.
- Черемушки — деревня.
- Ятра — деревня.
- Ярошичи — деревня.

## Производственная сфера
- Сельскохозяйственное республиканское дочернее унитарное предприятие «Свитязь» Барановичского отделения Белорусской железной дороги
- СПК «Ятра»

## Социальная сфера
Учреждения образования: Государственное учреждение образования «Валевский учебно-педагогический комплекс детский сад-средняя школа»
Учреждения здравоохранения:
- Санаторий «Свитязь» — филиал санатория «Магистральный» Барановичского отделения Белорусской железной дороги
- Детский оздоровительный лагерь «Свитязь» Новогрудского района
- Валевская амбулатория врача общей практики
- ФАПы: д. Косичи, д. Кудовичи, д. Ятра

Культура:
- Сельские Дома культуры: д. Валевка, д. Заполье;
- Сельские библиотеки: д. Валевка, д. Заполье.

## Памятные места
На территории сельсовета находятся воинские захоронения:
- Обелиски воинам-землякам, погибшим в годы Великой Отечественной войны в деревнях Ятра, Кудовичи, Валевка, Туличево;
- Стела Камышеву — командиру партизанского отряда в д. Ятра
- Братская могила возле Валевской средней школы-сада